# Charles Challiol
Charles Challiol, né le 21 mars 1872 à Albi et mort le 11 mars 1948 à Rodez, est un prélat catholique français, évêque de Rodez de 1925 à 1948. Pendant la Seconde Guerre mondiale, il soutient le gouvernement de Vichy.

## Biographie

### Carrière ecclésiastique
Charles Challiol, fils d'Hubert Challiol et d'Antoinette Escapat, est né le 21 mars 1872 à Albi.

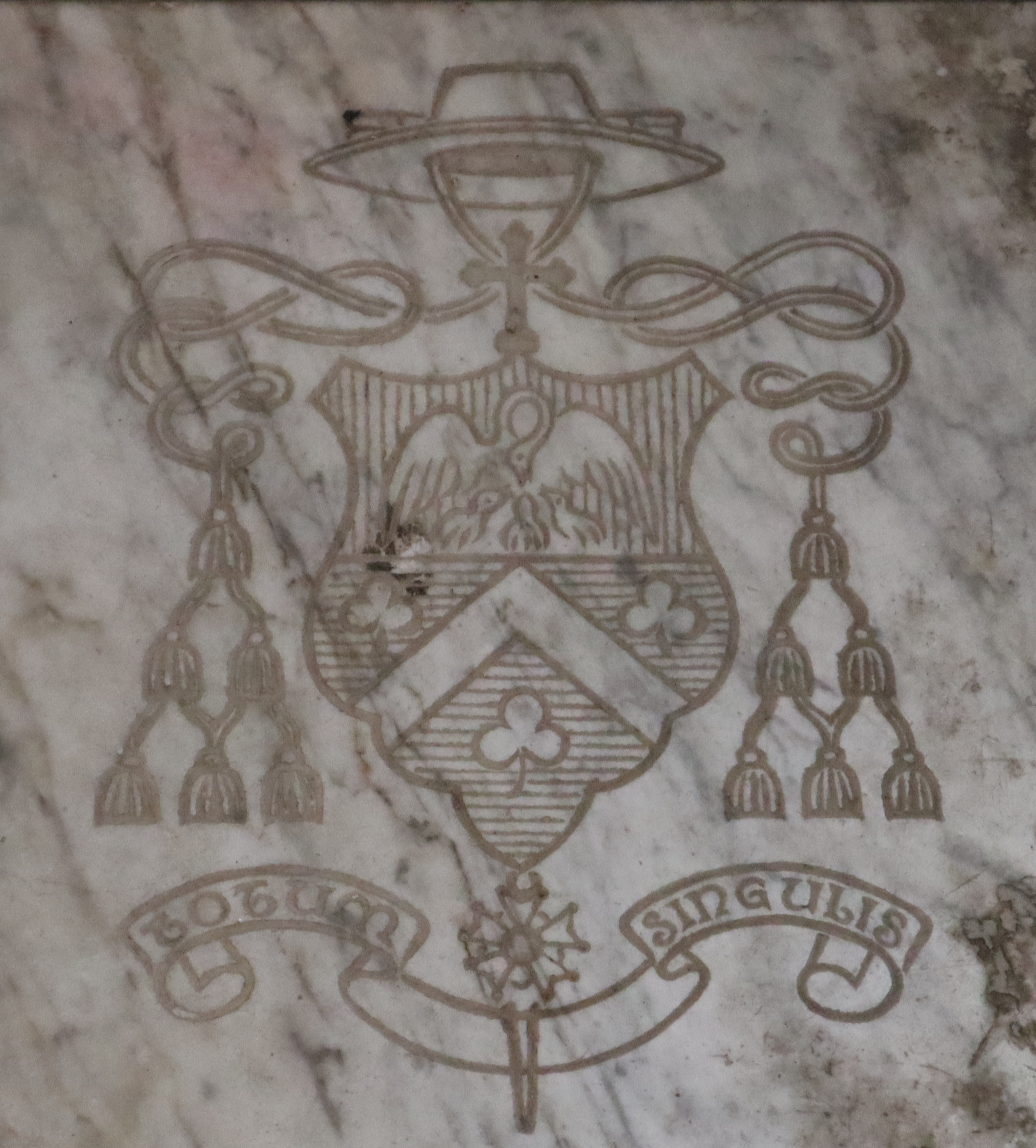
Armes de Charles Challiol sur sa dalle funéraire dans la cathédrale de Rodez.

Il est ordonné prêtre le 31 mai 1896.
Pendant la Première Guerre mondiale, il est infirmier militaire puis aumônier catholique. Il sert notamment sous les ordres de Philippe Pétain en 1917-1918. Il est fait prisonnier le 31 mars 1918 et reste en Allemagne jusqu'en janvier 1919.
Il devient évêque de Rodez en 1925, nommé le 15 mai, ordonné le 10 août dans la cathédrale de Toulouse par Jean-Augustin Germain avec comme co-consécrateurs Jean-François-Ernest Ricard et Louis-Marie Ricard, et installé le 25 août. Les Clarisses de Mazamet brodent sa mitre épiscopale et peut-être une autre mitre offerte pour son jubilé sacerdotal en 1946. 
Charles Challiol occupe ce siège jusqu'à sa mort, le 11 mars 1948 à Rodez.

### Soutien de la droite vichyste
Après sa consécration épiscopale, Charles Challiol est un des soutiens en Aveyron de la droite catholique, de concert avec le général de Castelnau, dont l'intervention lui aurait permis d'obtenir ce diocèse.
Pendant la Seconde Guerre mondiale, Charles Challiol est un relais en Aveyron de la politique voulue par Pétain de défense et de restauration d'une société corporative, familiale, rurale et catholique. Il invite ses ouailles à l'obéissance. Le pétainisme correspond à ses conceptions personnelles. Il fait sonner les cloches dans son diocèse en l'honneur du second anniversaire de la Légion française des combattants en août 1942. La Revue religieuse du diocèse de Rodez, journal de l'évêché, volontiers antisémite, reprend les propos de Pétain. Pendant toute l'Occupation, Charles Chaillol y condamne le marché noir, au nom de la morale. Il fait lire en chaire des textes appelant les paysans à ne pas s'y livrer.
En 1945, lors du carême, Charles Challiol développe une pastorale sociale, sur  « L’Église amie du travail et des travailleurs ». Il est à l'unisson de l'épiscopat français,  qui approuve la politique économique du Gouvernement provisoire de la République française, mais pas son orientation politique, tout en ayant à faire oublier ses positions passées.

## Succession apostolique
Charles Challiol a ordonné les évêques suivants :
- Évêque Étienne Fourcadier, S.J. (1928) ;
- Archevêque Albert-Pierre Falière, M.E.P. (1930) ;
- Évêque Alfred Couderc (1937)[11].

## Décoration
Chevalier de la Légion d'honneur le 4 février 1921.